# سلیبیا
سلیبیا (به اسپانیایی: Solivella) یک شهرستان در اسپانیا است که در کاتالونیا واقع شده‌است.

## خصوصیات
سلیبیا ۲۱٫۴ کیلومترمربع مساحت و ۶۸۵ نفر جمعیت دارد و ۴۸۹ متر بالاتر از سطح دریا واقع شده‌است.